# Тріангуляція множини точок

Два різні трикутники одного і того ж набору з 9 точок у площині.

Тріангуляція множини точок {\displaystyle {\mathcal {P}}} в евклідовому просторі {\displaystyle \mathbb {R} ^{d}} — це симпліційний комплекс, що охоплює опуклу оболонку {\displaystyle {\mathcal {P}}}, і вершини якого належать {\displaystyle {\mathcal {P}}}. У площині (коли {\displaystyle {\mathcal {P}}} — це множина точок з {\displaystyle \mathbb {R} ^{2}}), триангуляція складається з трикутників разом із їхніми ребрами та вершинами. Деякі автори вимагають, щоб усі точки {\displaystyle {\mathcal {P}}} були вершинами його тріангуляції. У цьому випадку тріангуляція множини точок {\displaystyle {\mathcal {P}}} в площині можна також визначити як максимальний набір ребер, які не перетинаються та з'єднують точки {\displaystyle {\mathcal {P}}}. У площині, тріангуляція — це особливі випадки плоских прямолінійних графів.
Особливо цікавими видами тріангуляції є тріангуляція Делоне, яка геометрично є дуальною до діаграми Вороного. Тріангуляція Делоне множини точок {\displaystyle {\mathcal {P}}} у площині містить граф Габрієла, граф найближчих сусідів та мінімальне кістякове дерево точок {\displaystyle {\mathcal {P}}}.
Тріангуляція має численні застосування, та існує сенс у побудові «гарних» тріангуляцій множини точок за певними критеріями, наприклад, тріангуляція мінімальної ваги. Іноді бажано мати тріангуляції зі спеціальними властивостями, наприклад, коли всі трикутники мають великі кути, що, в свою чергу, дозволяє уникнути довгих та вузьких «осколкових» трикутників.
Для заданої множини ребер, що з'єднують точки площини, задача визначення того, чи містять вони триангуляцію, є NP-повною.

## Регулярні триангуляції
Деякі тріангуляції множини точок {\displaystyle {\mathcal {P}}\subset \mathbb {R} ^{d}} можна отримати, якщо «підняти» точки {\displaystyle {\mathcal {P}}} у простір {\displaystyle \mathbb {R} ^{d+1}} (що означає додати координату {\displaystyle x_{d+1}} для кожної точки {\displaystyle {\mathcal {P}}}), обчислити опуклу оболонку піднятої множини точок, і зробити проєкцію нижніх граней опуклої оболонки на {\displaystyle \mathbb {R} ^{d}}. Побудовані таким чином тріангуляції називають регулярними тріангуляціями {\displaystyle {\mathcal {P}}}. Якщо ж точки підняти на параболоїд, заданий рівнянням {\displaystyle x_{d+1}=x_{1}^{2}+\cdots +x_{d}^{2}}, ця конструкція стає тріангуляцією Делоне {\displaystyle {\mathcal {P}}}. Зауважте, що для того, щоб ця конструкція забезпечувала тріангуляцію, нижня опукла оболонка піднятої множини точок повинна бути симпліційною. Для тріангуляції Делоне це накладає вимогу, щоб ніякі {\displaystyle d+2} точки {\displaystyle {\mathcal {P}}} не лежали на одній сфері.

## Комбінаторика в площині
Кожна тріангуляція будь-якої множини {\displaystyle {\mathcal {P}}} з {\displaystyle n} точок в площині має {\displaystyle 2n-h-2} трикутників і {\displaystyle 3n-h-3} ребер, де {\displaystyle h} — кількість точок множини {\displaystyle {\mathcal {P}}}, що належать опуклій оболонці {\displaystyle {\mathcal {P}}}. Це випливає безпосередньо з формули Ейлера.

## Алгоритми побудови тріангуляції у площині
Алгоритм розщеплення трикутника:
Знайдіть опуклу оболонку множини точок {\displaystyle {\mathcal {P}}} і тріангулюйте цю оболонку як багатокутник. Для кожної внутрішньої точки додайте ребра, які з'єднують її з трьома вершина трикутника, якому вона належить. Цей процес продовжується, доки не будуть вичерпані всі внутрішні точки.
Інкрементальний алгоритм:
Відсортувати точки {\displaystyle {\mathcal {P}}} за x-координатами. Перші три точки визначають трикутник. Розглянемо наступну точку {\displaystyle p} в упорядкованому наборі і з'єднаємо її з усіма раніше розглянутими точками {\displaystyle \{p_{1},...,p_{k}\}}, які видно з точки {\displaystyle p}. Процес додавання по одній точці з {\displaystyle {\mathcal {P}}}, продовжується доки не будуть оброблені всі точки.

## Часова складність різних алгоритмів
У наступній таблиці подано часову складність побудови тріангуляції множини точок із різними критеріями оптимальності у площині, де {\displaystyle n} — кількість точок.
|          |                | мінімізувати                                      | максимізувати                                              |
| -------- | -------------- | ------------------------------------------------- | ---------------------------------------------------------- |
| мінімум  | кут            |                                                   | {\displaystyle O(n\log n)} (тріангуляція Делоне)           |
| максимум | кут            | {\displaystyle O(n^{2}\log n)}                    |                                                            |
| мінімум  | площа          | {\displaystyle O(n^{2})}                          | {\displaystyle O(n^{2}\log n)}                             |
| максимум | площа          | {\displaystyle O(n^{2}\log n)}                    |                                                            |
| максимум | степінь        | NP-повна для степені 7                            |                                                            |
| максимум | ексцентриситет | {\displaystyle O(n^{3})}                          |                                                            |
| мінімум  | довжина ребра  | {\displaystyle O(n\log n)} (найближча пара точок) | NP-повна                                                   |
| максимум | довжина ребра  | {\displaystyle O(n^{2})}                          | {\displaystyle O(n\log n)} (за допомогою опуклої оболонки) |
| сума     | довжина ребра  | NP-складний (тріангуляція мінімальної ваги)       |                                                            |
| мінімум  | висота         |                                                   | {\displaystyle O(n^{2}\log n)}                             |
| максимум | нахил          | {\displaystyle O(n^{3})}                          |                                                            |